# Маскированная депрессия
«Маскированная депрессия» (ларвированная депрессия) — исторический термин в психиатрии и психотерапии, обозначающий скрытую депрессию. Такие состояния часто также обозначают как «маски депрессии».
При маскированной депрессии классические аффективные компоненты депрессии (пониженный эмоциональный фон, апатия, уход от контактов с внешним миром и т. д.) могут быть очень незначительными или даже совсем отсутствовать. Пациент, как правило, не осознаёт депрессивного расстройства. Часто он убежден в наличии у себя какого-либо редкого и трудно диагностируемого соматического заболевания, либо имеет какие-либо невротические симптомы, расстройства биологического ритма и т. п.
Термин широко использовался в 1970—80-е годы, однако в настоящее время считается устаревшим. При соответствующих симптомах пациентам чаще ставят диагноз соматоформного расстройства, психосоматического расстройства, конверсионного расстройства, ипохондрии и т. д.

## Основные маски депрессии
1. Психопатологические расстройства:
- тревожно-фобические (генерализованное тревожное расстройство, панические атаки, агорафобия и т. д.)
- обсессивно-компульсивные (навязчивости)
- ипохондрические
- неврастенические

2. Нарушения биологического ритма и сна (бессонница, гиперсомния, ночные кошмары)
3. Вегетативные, соматизированные и эндокринные расстройства
- синдром вегетососудистой дистонии, головокружение
- функциональные нарушения внутренних органов (синдром гипервентиляции, кардионевроз, синдром раздраженной толстой кишки и др.)
- нейродермит, кожный зуд
- анорексия, булимия

4. Маски в форме алгий (головная боль, боль в сердце, боль в животе, боли в суставах или позвоночнике, невралгии (тройничного, лицевого нервов, межреберная невралгия, пояснично-крестцовый радикулит), псевдоревматические артралгии)
5. Маски в форме патохарактерологических расстройств
- расстройства влечений (сексуальные девиации, промискуитет)
- развитие зависимостей (алкоголизм, наркомания, токсикомания)
- антисоциальное поведение (импульсивность, конфликтность, конфронтационные установки, вспышки агрессии)
- истерические реакции (обидчивость, плаксивость, склонность к драматизации ситуации, стремление привлечь внимание к своим недомоганиям, принятие роли больного)